# In Your Hands
In Your Hands è il secondo album in studio della cantante britannica Eliza Doolittle, pubblicato nell'ottobre 2013.

## Tracce
1. Waste of Time – 2:58
2. Back Packing – 3:34
3. Hush – 3:38
4. Let It Rain – 3:47
5. No Man Can – 4:12
6. Walking On Water – 3:22
7. In Your Hands – 3:31
8. Checkmate – 3:19
9. Team Player – 4:06
10. Make Up Sex – 3:41
11. Don't Call It Love – 3:33
12. Big When I Was Little – 3:49
13. Euston Road – 3:13